# 马克·奎安
马克·奎安（Marc Quinn，1964年—），出生于伦敦，毕业于剑桥大学罗宾森学院。英国当代艺术家，青年英国艺术家的成员之一。

## 生平简介
马克·奎安毕业于剑桥大学罗宾森学院历史与艺术史专业，曾任雕塑家贝瑞·弗拉纳的私人助理。他在二十世纪九十年代早期开始举办展出，成为了Jay Jopling代理的第一位艺术家，他还曾在查尔斯·萨奇举办的Sensation艺术展中进行过展出。
马克·奎安以Alison Lapper Pregnant (怀孕的艾莉森·拉帕)，一座放置在特拉法尔加广场第四个柱基上的雕塑而闻名世界。他的代表作还包括Self(我), 一个以自己的冰冻血液为材料雕塑出的个人头像。
他的作品用材极为广泛，包括大理石、冰、玻璃、化学合成物，甚至血液。他的曾在伦敦，米兰，爱尔兰，罗马，威尼斯，新加坡等地举办过展出。